# 조제 아폰수
조제 아폰수(포르투갈어: José Manuel Cerqueira Afonso dos Santos 조제 마누엘 세르케이라 아폰수 두스 산투스[*], 1929년 8월 2일-1987년 2월 23일)는 포르투갈의 가수 겸 작곡가다. 애칭인 제카 아폰수(포르투갈어: Zeca Afonso)로도 알려져 있으나, 이 이름으로 음악 활동을 하지는 않았다.
포르투갈 역사에서 가장 영향력 있는 포크 뮤지션이자 민중가수이며, 조제 아폰수의 노래 "그란돌라, 빌라 모레나(포르투갈어: Grândola, Vila Morena)"가 카네이션 혁명의 시작을 알리는 암호로 쓰였다.